# Blosne
Pour les articles homonymes, voir Le Blosne (métro de Rennes) et Quartier Le Blosne.
Le Blosne ([Blône], phonétiquement) est une rivière ou un ruisseau de Bretagne dans le département d'Ille-et-Vilaine, et un petit affluent de la Vilaine, juste en aval de Rennes.

## Géographie
La longueur de son cours d'eau est de 19 km. Il coule principalement d’est en ouest. Du fait de sa pente très faible, tout le long de son parcours, le Blosne est semé de petits étangs naturels ou artificiels et son cours effectif a largement été remanié par les fossés drainants et sections enterrées sous les voiries importantes des routes nationales du sud de Rennes, dont la rocade et ses échangeurs.
Il prend sa source dans un petit étang de la commune de Domloup, près du tripoint la séparant des communes de Cesson-Sévigné et Noyal-sur-Vilaine, et sert ensuite de limite entre Cesson-Sévigné et Domloup.
Il traverse la commune de Chantepie, où il sépare l'est rural et l’ouest urbain de la commune, en servant pendant quelques centaines de mètres de frontière entre Chantepie et Vern-sur-Seiche. Il sort de Chantepie en délimitant ensuite  Chantepie et Rennes, puis Rennes et Noyal-Châtillon-sur-Seiche.
Ce cours d'eau est ensuite enterré sous la rocade sud de Rennes sur près de trois kilomètres, puis sous les parcs de la Maltière et de la Prévalaye à Saint-Jacques-de-la-Lande. Il traverse cependant le sud du parc de Bréquigny, où il forme un petit marais avant de retourner sous la rocade. Il se jette dans la Vilaine au niveau du hameau de Sainte-Foy.
L'ancien lit du Blosne est découvert au tripoint entre Rennes, Noyal-Châtillon-sur-Seiche et Saint-Jacques-de-la-Lande, et est occupé par le Petit Blosne. Celui-ci coupe le nord de Saint-Jacques-de-la-Lande, via les étangs d’Apigné, pour finalement se jeter dans la Vilaine à la frontière de la commune du Rheu, dans un secteur souvent inondé par la Vilaine (les étangs d'Apigné servant de zone tampon des crues), au point que l'essentiel des eaux de ces étangs traversés par le Petit Blosne viennent de la Vilaine et non du Petit Blosne, par inversion du sens d'écoulement.

## Aménagements futurs
En 2024, Rennes Métropole lance une étude afin de remettre le cours d'eau à ciel ouvert, au moins partiellement, au niveau de la rocade sud. Cette démarche s'inscrit dans la stratégie « biodiversité et eau » de la métropole .

## Toponymie
La forme gallèse de cet hydronyme est[Quoi ?] ([Blône] ?) ; sa forme bretonne, proposée par l'Office public de la langue bretonne, est  ar Blon.
La rivière donne son nom à un lieu-dit entre la Prévalaye et Apigné, au quartier rennais du Blosne (ZUP sud), au canton de Rennes-le-Blosne ainsi qu’à la station Le Blosne de la ligne A du métro de Rennes.

## Qualité de l'eau
Le suivi de la qualité physico-chimique du Blosne se fait grâce à un point de prélèvement sur la commune de Chantepie, qui donne les résultats suivants.
| Nitrates                                   | 2010 | 2011 | 2012 |
| ------------------------------------------ | ---- | ---- | ---- |
| Concentration du paramètre (percentile 90) | 43,8 | 40,5 | 41,9 |
| Classe SEQ-Eau                             |      |      |      |

Conformément à la directive-cadre sur l'eau, le Blosne doit atteindre le bon état écologique de l'eau. Les évaluations effectuées montrent l'état écologique suivant.
| État écologique de la masse d'eau | 2010    | 2011    |
| --------------------------------- | ------- | ------- |
| État écologique                   | mauvais | mauvais |

## Note et références
1. ↑  La carte IGN mentionne « ruisseau de Blosne » et « ruisseau du Blosne », dans son échelle.